# Veronica Clarke
Pour les articles homonymes, voir Clarke.
Veronica Clarke, née le 17 mai 1912 et morte le 29 juillet 1999, est une patineuse artistique canadienne. Elle pratique le patinage artistique en individuel et en couple

## Biographie

### Carrière sportive
Veronica Clarke est quadruple vice-championne du Canada en individuel en 1932, 1934, 1935 et 1936.
Elle patine également en couple artistique avec Ralph McCreath avec qui elle est triple championne canadienne en 1936, 1937 et 1938. Elle est également championne nord-américaine en 1937.
En patinage à quatre, elle obtient le titre canadien en 1938 avec Constance Wilson-Samuel, Montgomery Wilson et Ralph McCreath.
Elle ne participe jamais ni aux mondiaux ni aux Jeux olympiques d'hiver.
Elle arrête le patinage amateur en 1938.

## Palmarès
| Compétitions en individuel      | 1932 | 1933 | 1934 | 1935 | 1936 | 1937 | 1938 |  |  |  |  |  |  |  |
| Jeux olympiques d'hiver         |      |      |      |      |      |      |      |  |  |  |  |  |  |  |
| Championnats du monde           |      |      |      |      |      |      |      |  |  |  |  |  |  |  |
| Championnats d'Amérique du Nord |      |      |      | 4e   |      | 2e   |      |  |  |  |  |  |  |  |
| Championnats du Canada          | 2e   | 3e   | 2e   | 2e   | 2e   | 3e   |      |  |  |  |  |  |  |  |
|                                 |      |      |      |      |      |      |      |  |  |  |  |  |  |  |
| Compétitions en couple          | 1932 | 1933 | 1934 | 1935 | 1936 | 1937 | 1938 |  |  |  |  |  |  |  |
| Jeux olympiques d'hiver         |      |      |      |      |      |      |      |  |  |  |  |  |  |  |
| Championnats du monde           |      |      |      |      |      |      |      |  |  |  |  |  |  |  |
| Championnats d'Amérique du Nord |      |      |      |      |      | 1re  |      |  |  |  |  |  |  |  |
| Championnats du Canada          |      |      |      |      | 1re  | 1re  | 1re  |  |  |  |  |  |  |  |
|                                 |      |      |      |      |      |      |      |  |  |  |  |  |  |  |